# Johann Wettstein von Westersheimb

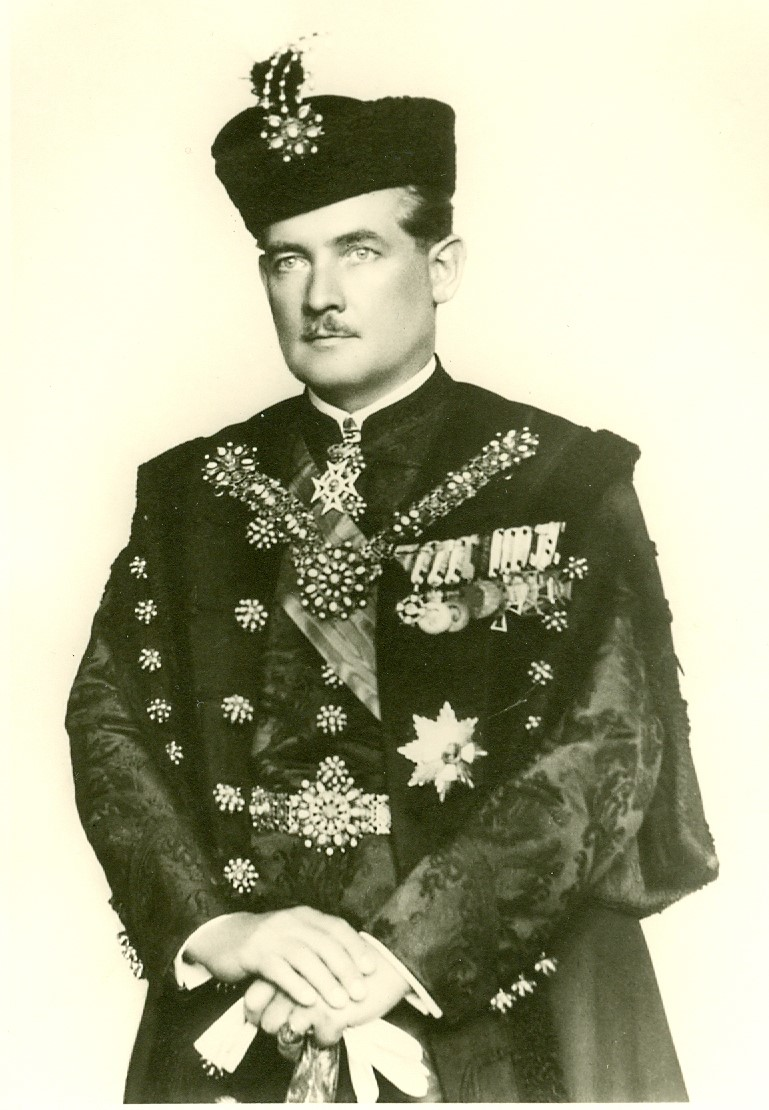
Johann (János) Wettstein von Westersheimb

Johann (János) Wettstein von Westersheimb (* 20. Juni 1887 in Budapest; † 21. Oktober 1972 in Locarno) war ein österreichisch-ungarischer, später ungarischer Diplomat. Er war von 1933 bis 1938 ungarischer Botschafter in der Tschechoslowakei und von 1938 bis 1943 in der Schweiz.
Wettstein war Mitglied des ungarischen Zweiges des Adelsgeschlechtes Wettstein von Westersheimb und studierte Staats- und Rechtswissenschaften an der Budapester Universität. Nach Absolvierung der k.u.k. Diplomaten-Akademie 1913 in Wien, trat er in den österreichisch-ungarischen Diplomatendienst ein. Seine erste Stationierung war bei der k.u.k Gesandtschaft in Durrës, Albanien. Im Ersten Weltkrieg diente er als Ordonnanzoffizier beim k.u.k. 2. Armeekommando an verschiedenen Fronten. Für seinen tapferen Einsatz, verbunden mit Verletzungen, wurde er mehrfach ausgezeichnet und befördert. In 1917, vom Dienst enthoben, kehrte Wettstein ins k.u.k. Außenministerium zurück.
Nach dem Zusammenbruch der Monarchie trat Wettstein in den ungarischen diplomatischen Dienst ein. Er war Mitglied der Friedensdelegation in Neuilly-Versailles und verfasste deren „Politisches Tagebuch“. Es folgten Ernennungen zu den Gesandtschaften in Paris, Den Haag und Berlin. 1933 bis 1938 war Wettstein – im Rang eines außerordentlichen und bevollmächtigten Ministers – königlich ungarischer Botschafter in Prag und 1938 bis 1943 in Bern.
Nach seiner Pensionierung in 1943 ließ er sich mit seiner Frau Margit, geborene Baronin Bornemisza, in Ascona im Kanton Tessin nieder.
Im Februar 1944 erhielt Wettstein noch einen politisch brisanten, persönlichen Auftrag zusammen mit zwei anderen, damals noch aktiven ungarischen Diplomaten in der Schweiz. Ministerpräsident Miklós Kállay (1888–1967) beauftragte sie mit der Verwaltung des von ihm bei einer Schweizer Bank eingerichteten Geheim-Fonds, dessen Ziel die Weiterführung einer unabhängigen ungarischen Außenpolitik im Falle einer fremden Besatzung hätte sein sollen. Dies traf mit der Besetzung von Ungarn durch die deutsche Wehrmacht am 19. März 1944 schneller ein als erwartet, sodass es keine Möglichkeit mehr gab, die genauen Auflagen für die Verwendung des Geldes mit dem Auftraggeber, dem Ministerpräsidenten zu klären. Wettstein gab deshalb sein Mandat einseitig zurück und hielt dessen Gründe in einem ausführlichen Memorandum fest, dessen wissenschaftliche Aufarbeitung 2018 in die Wege geleitet wurde.
Wettstein hinterließ keine Memoiren, veröffentlichte jedoch seine politischen Ansichten in einer Publikation im Selbstverlag 1966.